# Харачин-Ци
Харачин-Ци (кит. упр. 喀喇沁旗, пиньинь Kèlǎqìn qí) — хошун городского округа Чифэн Автономного района Внутренняя Монголия (КНР). Название хошуна в переводе означает «Знамя харачинов».

## История
Когда в первой половине XVII века чахарские монголы покорились маньчжурам, то последние ввели среди монголов свою восьмизнамённую систему, и в 1635 году монголы-харачины были разделены на два «знамени» (по-монгольски — хошуна); в этих местах оказался хошун Харачин-Юици (喀喇沁右翼旗, «Знамя харачинов правого крыла»); в 1705 году был ещё образован хошун Харачин-Чжунци (喀喇沁中旗, «Среднее знамя харачинов»).
После образования Китайской республики эти земли вошли в состав провинции Жэхэ. В 1931 году в восточной части хошуна правого крыла был образован уезд Цзяньпин (建平县). В 1933 году провинция была захвачена японцами, которые передали её марионеточному государству Маньчжоу-го. В 1942 году власти Маньчжоу-го перевели эти земли в состав провинции Хинган.
После Второй мировой войны эти места стали ареной противоборства КПК и Гоминьдана. Руководствуясь принципом раздельного администрирования кочевого и оседлого населения, для администрирования китайского населения хошуна в 1946 году был создан уезд Цзяньси (建西县); структуры хошуна и уезда действовали параллельно на одной и той же территории. В 1947 году структуры уезда и хошуна были объединены. В 1949 году хошун вошёл в состав аймака Джу-Уд (昭乌达盟) Автономного района Внутренняя Монголия, получив при этом своё современное название. В 1969 году он вместе с аймаком перешёл в состав провинции Ляонин, в 1979 году возвращён в состав Внутренней Монголии. В 1983 году аймак был преобразован в городской округ Чифэн.

## Административное деление
Хошун Харачин-Ци делится на 7 посёлков, 1 волость и 1 национальную волость.